# 리각미술관
리각미술관은 충청남도 천안시 소재의 사립 미술관이다.

## 연혁
- 1993년 3월 2일 개관.

## 관람 안내
관람시간
- 연중무휴 AM 11:00 ~ PM 06:00

관람료
- 무료 (단체관람은 미술관 측과 협의)